# Faridkot (stato)
Lo Stato di Faridkot fu uno stato principesco del subcontinente indiano, avente per capitale la città di Faridkot.

## Storia
Prima della dichiarazione d'indipendenza indiana, lo stato era sottoposto al governo del maharaja di Faridkot, ma quando gli inglesi vennero costretti ad abbandonare l'India nel 1947, il maharaja decise di entrare a far parte del Dominion of India come parte del Patiala & East Punjab States Union (PEPSU) nel 1948. La casata reale (con a capo oggi il maharaja Amarinder Singh Brar) è ancora oggi considerata parte integrante della storia politica e culturale dello stato. Il maharaja Paharha Singh che governò dal 1813 al 1845 venne riconosciuto come traditore dello stato in quanto aderì alla Compagnia britannica delle Indie orientali e aiutò gli inglesi nella prima guerra anglo-sikh contro l'Impero Sikh della dinastia Jat contro il sovrano Ranjit Singh del Punjab, i cui territori si estendevano dal Tibet Kashmir, alle pianure del Punjab sino a Peshawar nei pressi del confine afghano.

## Governanti di Faridkot

### Sardar
- Hamir Singh (r. 1763 - 1782)
- Mohar Singh (r. 1782 - 1798), deposto
- Charat Singh (r. 1798 - 1804), assassinato
- Dal Singh (r. 1804, un mese), assassinato
- Ghulab Singh (r. 1804 - 1826), assassinato
- Attar Singh (r. 1826 - 1827)
- Pahar Singh (r. 1827 - 1846), promosso raja

### Raja
- Pahar Singh (r. 1846 - 1849)
- Wazir Singh (r. 1849 - 1874)
- Bikram Singh (r. 1874 - 1898)
- Balbir Singh (r. 1898 - 1906)
- Brijindar Singh (r. 1906 - 1918), promosso maharaja

### Maharaja
- Brijindar Singh (r. 1918)
- Harindar Singh (r. 1918 - 1947)

### Capi della casata di Faridkot
- Harindar Singh (r. 1947 - 1989)
- Bharat Indar Singh (r. 1989 - 2017)
- Amarinder Singh (r. 2017 - oggi)